# 波莫瑞地區卡利什

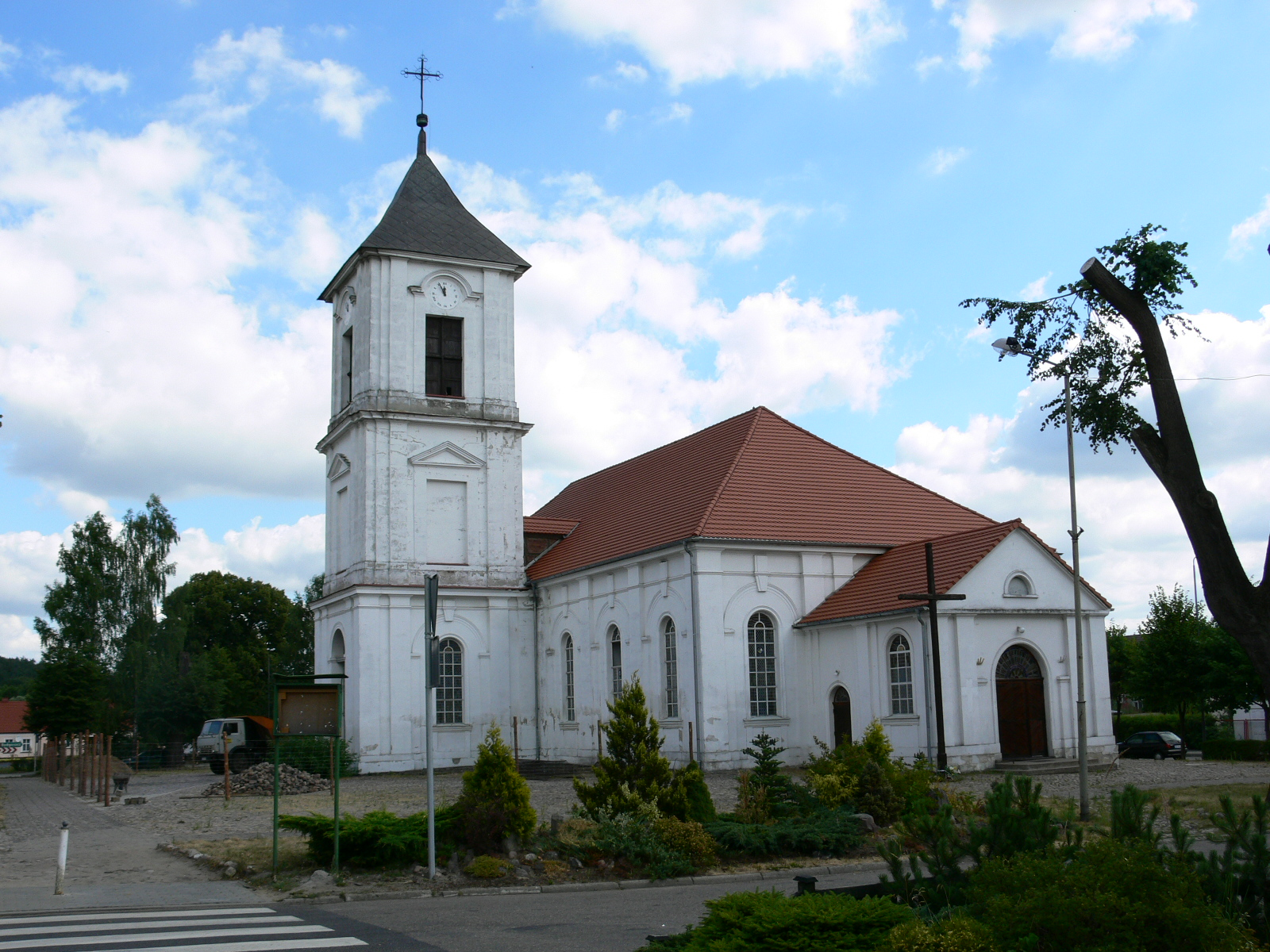

波莫瑞地區卡利什是波蘭的城鎮，位於該國西北部，由西波美拉尼亞省負責管轄，始建於1303年，面積11.89平方公里，海拔高度115米，2006年人口3,989。

## 外部連結
- http://www.kaliszpom.pl/ （页面存档备份，存于）

53°17′N 15°54′E / 53.283°N 15.900°E